# Jan Tize
Jan Tize (ur. 6 lutego 1986 w Böblingen) – kanadyjski wioślarz.

## Osiągnięcia
- Mistrzostwa Świata U-23 – Hazewinkel 2006 – ósemka – 1. miejsce[1].
- Mistrzostwa Świata U-23 – Glasgow 2007 – ósemka – 7. miejsce[1].
- Mistrzostwa Świata – Poznań 2009 – dwójka ze sternikiem – 4. miejsce[1].